# Dactylocythere peedeensis
Dactylocythere peedeensis är en kräftdjursart som beskrevs av Hobbs och Peters 1977. Dactylocythere peedeensis ingår i släktet Dactylocythere och familjen Entocytheridae. Inga underarter finns listade i Catalogue of Life.